# Сан-Мигел-де-Машеде
 Сан-Мигел-де-Машеде (порт.  São Miguel de Machede) - фрегезия (район) в муниципалитете Эвора  округа Эвора в Португалии. Территория – 81,53 км². Население – 983 жителей. Плотность населения – 12,1 чел/км².